# Heinzwerner Preuß
Heinzwerner Preuß (* 12. September 1925 in Liegnitz; † 29. Oktober 2016 in Stuttgart) war ein deutscher Physiker und theoretischer Chemiker, der sich vor allem mit Quantenchemie befasst. Er war Gründer und Direktor des Instituts für Theoretische Chemie der Universität Stuttgart.
Preuß studierte ab 1945 zunächst Mathematik an der Universität Halle und nach dem Vordiplom 1948 Physik an der Universität Hamburg mit dem Diplom 1951 und der Promotion bei Wilhelm Lenz 1954. Ab 1952 baute er am Max-Planck-Institut für Physik in Göttingen eine Arbeitsgruppe in Quantenchemie auf, nach dem Umzug des Instituts 1959 in München angesiedelt. 1958/59 war er bei dem Quantenchemiker Per-Olov Löwdin in Uppsala und 1961 habilitierte er sich bei dem Physikochemiker Hermann Hartmann in Frankfurt am Main. 1969 wurde er Direktor des neu gegründeten Instituts für Theoretische Chemie an der Universität Stuttgart, was er bis zu seiner Emeritierung 1993 blieb.
Preuß war einer der Pioniere der Quantenchemie nach dem Krieg in Deutschland. Er veröffentlichte über 200 wissenschaftliche Arbeiten und mehrere Monographien und einführende Lehrbücher. 1956 bis 1961 veröffentlichte er Integraltafeln für die Quantenchemie.

## Schriften
- Integraltafeln zur Quantenchemie. 4 Bände, Springer Verlag, 1956, 1957, 1960, 1961.
- Die Methoden der Molekülphysik und ihre Anwendungsbereiche, Akademie Verlag, Berlin 1959.
- Grundriß der Quantenchemie. Bibliographisches Institut, Mannheim, BI Hochschultaschenbücher, 1962.
- Quantentheoretische Chemie. Band 1–3, BI Hochschultaschenbücher, 1963, 1965, 1967.
- Quantenchemie für Chemiker. Elementare Einführung in ihre mathematischen und wellenmechanischen Grundlagen, Verlag Chemie, Weinheim 1972.
- mit Friedrich L. Boschke: Die chemische Bindung. Eine verständliche Einführung. Springer Verlag, Heidelberger Taschenbücher 1975.
- Struktur der Materie und chemische Bindung. Eine elementare Einführung. Enke Verlag, 1976.
- Atome und Moleküle als Bausteine der Materie. Salle Verlag, Verlag Sauerländer 1982.
- mit A. Reimann: Atom- und Molekülorbitale – Eine Einführung. Diesterweg Verlag, Sauerländer Verlag, 1990.
- Atomkerne und Elektronen. Eine kurze methodische Einführung. Vieweg 1995.
- Materie ist nicht materiell: Die Bedeutung der Quantenchemie für unser Denken und Handeln. Vieweg 1997.
- Das Atom und die Ethik. Über eine Ethik und ein Weltbild als Konsequenz aus unserer naturwissenschaftlichen Erkenntnis. Band 1. LIT Verlag, Münster 2009.